# Ronan Le Coadic
Ronan Le Coadic, né à Saint-Brieuc dans les Côtes-d'Armor le 9 février 1962, est sociologue. Professeur de langue et culture bretonnes à l'Université Rennes 2, ses travaux de recherche portent, notamment, sur la sociologie de la Bretagne contemporaine, la conceptualisation des situations minoritaires, l'analyse de cas concrets de minorités à travers le monde et le nationalisme.

## Parcours
Diplômé de l'Institut d'études politiques de Paris en 1986, il travaille brièvement dans une entreprise privée de formation permanente avant de reprendre ses études et de préparer l'agrégation de sciences sociales. Reçu en 1989, il enseigne les sciences économiques et sociales en lycée pendant quatre ans. Puis il prend la direction éditoriale d'une maison d'édition pédagogique en langue bretonne, TES, où il demeure sept ans, tout en poursuivant ses études de sociologie.
Reçu au doctorat de sociologie à l'Université de Bretagne occidentale (Brest) en 1997, puis à l’habilitation à diriger des recherches à l’Université Rennes 2 en 2002, il devient maître de conférences à l'Institut universitaire de formation des maîtres (IUFM) de Bretagne de 1999 à 2010. Depuis 2010, il est professeur de langue et culture bretonnes à l’Université Rennes 2, où il est responsable pédagogique du Diplôme d’études celtiques, membre du centre de recherche CELTIC-BLM et animateur du groupe de recherche Ermine, « Équipe de recherche sur les minorités nationales et les ethnicités », auquel a participé le philosophe Juvénal Quillet.
Ronan Le Coadic est, par ailleurs, président de l'association Mignoned Anjela depuis 1998 et a été président de Bretagne Culture Diversité de 2012 à 2015.
En 2021, il se sépare du fonds d’archives Anjela Duval dont il était dépositaire depuis 1998 et le met à disposition du public, aux archives municipales de la ville de Lannion.

## Publications

### Livres
- 2022 : Macron, nationaliste banal ?, Fouesnant, Yoran Embanner. (120 pages).
- 2021 : Peuples en lutte, (dir. J.-F. Blanchard, C. Choplin et R. Le Coadic). Rennes. (704 pages).
- 2018 : Francis Favereau : mélanges en hommage au passeur de mémoire, Morlaix, Skol Vreizh.
- 2017 : Bretagne : Migrations et identité (codirection). Rennes, Presses Universitaires de Rennes.
- 2013 : De la domination à la reconnaissance : Antilles, Afrique et Bretagne, Rennes, Presses universitaires de Rennes
- 2010 : Brezhoneg Goueloù, Lannion, An Alarc’h Embannadurioù, 150 pages, en breton.  (ISBN 978-2-916835-20-4).
- 2009 : "Bretons, Indiens, Kabyles… des minorités nationales ?" (direction), Rennes, Presses universitaires de Rennes, 280 pages.  (ISBN 978-2-7535-0801-9).
- 2007 : Identités et société de Plougastel à Okinawa (direction), Rennes, Presses universitaires de Rennes, 376 pages.  (ISBN 978-2-7535-0418-9).
- 2005 : Débats sur l’identité et le multiculturalisme – Диалоги об идентиунoсти и мультикультурализме, ouvrage bilingue (direction conjointe avec Elena Filippova), Moscou, Institut d’ethnologie et d’anthropologie, Académie des sciences de Russie (328 pages).
- 2005 : Anjela Duval – Oberenn glok, réédition revue et corrigée de l’œuvre complète d’Anjela Duval » (direction). Paimpol, Mignoned Anjela (1 286 pages).
- 2004 : La Bretagne dans vingt ans, Brest, Éditions Le Télégramme, 142 pages.  (ISBN 2-84833-082-1)
- 2004 : Et la Bretagne ? Héritage, identité, projets (direction conjointe avec Nathalie Dugalès et Fabrice Patez), Rennes, Presses universitaires de Rennes, 262 pages.  (ISBN 2-86847-919-7).
- 2003 : Identités et démocratie (direction), Rennes, Presses universitaires de Rennes, 416 pages.  (ISBN 2-86847-860-3).
- 2002 : Bretagne, le fruit défendu ? Rennes, Presses universitaires de Rennes, 192 pages.  (ISBN 2-86847-771-2).
- 2000 : Anjela Duval – Oberenn glok, œuvre complète d’Anjela Duval' (direction). Louargat, Mignoned Anjela, 1286 pages.  (ISBN 2-9512668-1-2).
- 1998 : L’identité bretonne, Rennes, Presses universitaires de Rennes et Éditions Terre de brume, 480 pages.  (ISBN 2-84362-019-8).
- 1991 : Campagnes rouges de Bretagne, Morlaix, Skol Vreizh, 83 pages.  (ISBN 9782903313401)

### Choix d'articles
- 2022	« Dualité d’auto-identification en Bretagne », Cahiers internationaux de sociolinguistique, vol. 20, n° 1, p. 127-160.
- 2021	« Éléments nouveaux sur les attitudes des Bretons envers les étrangers », Lapurdum. Vol. XIX, p. 375-387.
- 2021 « Is there a revival of French nationalism? » in Johansen, Bruce E. and Akande, Adebowale (ed.), Nationalism: past as prologue. New York: Nova Science Publishers. p. 183‑220. Political Science and History.  (ISBN 978-1-5361-9231-5)
- 2020 « Construción da identidade na Bretaña de hoxe » in Jean François Botrel, Christine Rivalan e Ramón Villares (dir.) Galicia-Bretaña. Olladas comparadas. Santiago de Compostela, Consello da Cultura Galega, 2020
- 2019 « Identité et altérité en Bretagne : le droit du cœur », in Elena Filippova et Xavier Le Torrivellec (dir.), Les nôtres et les autres : Retour épistémologique sur la perception des identités en Europe, Moscou, Institut d’ethnologie et d’anthropologie de l’Académie des sciences de Russie, p. 243‑267.
- 2018 « Retour sur une célèbre définition du nationalisme » in Le Coadic Ronan (dir.) Francis Favereau : mélanges en hommage au passeur de mémoire, Morlaix, Skol Vreizh. (p. 433-449).
- 2015 « Nouvelle approche du “modèle breton” » in Guillaume Oudaer, Gaël Hily et Hervé Le Bihan. Mélanges en l’honneur du professeur Yves Lambert, Rennes, TIR, 2015, p. 91-104.
- 2015 « Brittany’s New ’Bonnets Rouges’ and their Critics » in Liam Anton Brannelly, Gregory Darwin, Patrick McCoy, Kathryn O’Neill. Proceedings of the Harvard Celtic Colloquium, 34, Cambridge: Harvard University Press, 2015, p. 136-165.
- 2015 « Nous avons rencontré l’ennemi, et c'est nous », in E. Durot-Boucé, Y. Bévant et I. Borissova (éd.), Les sociétés minoritaires ou minorisées face à la globalisation : uniformisation, résistance ou renouveau ? Actes du colloque de Yakoutsk, 16-19 octobre 2012, tome 2, Rennes, Tir, p. 223-247.
- 2013	 « À propos des relations entre langue et identité en Bretagne », International Journal of the Sociology of Language, septembre 2013. Vol 2013, n°223, pp.23-41
- 2012	 « Tout est bon dans le breton », Ethnologie française, vol. 42, n° 4, pp. 697-709.
- 2006	 « L’autonomie, illusion ou projet de société ? », Cahiers internationaux de sociologie, volume CXXI, juillet-décembre, p. 317-340.
- 2004	 « Les nouveaux “Bonnets Rouges” de Basse-Bretagne », Études rurales, n° 171-172, juillet-décembre, p. 93-101.
- 2003	 « Contrastes bretons », Ethnologie française, tome XXXIII, juillet-septembre, p. 373-379.
- 2001	 « Le Fruit défendu », Cahiers internationaux de sociologie, volume CXI, juillet-décembre, p. 319-339.
- 1996 « Comment peut-on être breton, paysan et communiste ? », Communisme n° 45-46, CNRS, Université de Paris-X et Géode, 1er et 2e trimestres, p. 187-194.